# Мімі Іванова
Мімі Іванова Рибинська (народилася 28 грудня 1946 року в м. Хисаря, Болгарія) — відома болгарська поп-співачка.

## Життєпис
З дитинства співала і акомпанувала на акордеоні, чому вчилася в музичній школі. У 1966 році закінчила середню музичну школу в Пловдиві за спеціальністю вокау. Вперше професійно з'явилася на сцені Мімі Іванова у концертному турі в Москві й Одесі у 1966 році, разом з джазовим оркестром пловдивського будинку народної армії під керівництвом Веселіна Ніколова.
У 1973—1974 роках Мімі жила і працювала в Польщі, де виступала з «Анджеєм і Елізою» та «Но-то-цо».
У 1976 році з Развігором Поповим створила групу «Старт».
Перший сингл співачки був випущений в 1972 році фірмою «Мелодія» в СРСР, а перший довгограючий альбом — болгарською фірмою «Балкантон» в 1975 році. Багато пісень в альбомах Мімі Іванової написані на музику її чоловіка, Развігора Попова, а також композиторів Зорніци Попової, Атанаса Косева, Знайдена Андрєєва, Тончо Русєва, Марії Ганевої та інших.
У 1992 році разом з Развігором Поповим Мімі відкрила музичну школу з викладанням сольфеджіо та гри на синтезаторі. Школа працювала при будинку культури імені Цанко Церковського (читалище «Цанко Церковски») в Софії.
У 2001 році Мімі Іванова дебютувала і на театральній сцені. На запрошення директора муніципального театру «Відродження» Мімі грала Лисицю в дитячому спектаклі «Бабусин коровай», разом з професійними акторами — Марою Чапановойю, Даніелем Цочевим, Зорніцей Марінковой та іншими. Автор музики до вистави — Развігор Попов, а режисер — Георгій Георгієв. Вистава йшла з великим успіхом і в наступні сезони.
У 2018 році Іванова виступила з чоловіком на концерті в рамках XV Собору русофілів у водосховища Копринка. Крім своїх хітів, вона виконала російською мовою пісню «Альоша».

### Нагороди за виконання
- 1971 — фестиваль «Золотий олень» в Брашові (Румунія) — премія Румунського радіо і телебачення за найкраще виконання румунської пісні (виконувала «Після ночі приходить день» румунського автора Жировяну)
- 1975 — фестиваль у Стамбулі (Туреччина) — особливий приз
- 1976 — «Шлягер-фестиваль» у Дрездені (НДР) — перший приз за виконання німецької пісні («Хочу любити» Арнта Баузе)
- 1977 — фестиваль «Братиславська ліра» в Братиславі (Чехословаччина) — другий приз «Срібна ліра» (за виконання пісні «Один день весни» Развігора Попова)
- 1978 — фестиваль «Пісні моря» у місті Росток (НДР) — третій приз
- 2006 — співачка номінована і нагороджена «Кришталевій лірою» Союзу музичних і танцювальних діячів Болгарії.

### Нагороди за пісні
У телевізійному конкурсі «Мелодія року» (1976) — перше місце з піснею «Слънцето е в моите коси» («Сонце в моєму волоссі»). Також багаторазово отримувала нагороди річного радіоконкурсу «Яворова пролет», призи конкурсу «Золотий Орфей» (1974, 1975, 1979).

### Участь в журі
Мімі Іванова брала участь у журі пісенного конкурсу «Бургас і море» (2018).

## Дискографія
- «Мими Иванова» (1975)
- «Мими Иванова и Старт» (1979)
- «Автограф» (1981)
- «Ало, ти ли си?» – 2LP (1983)
- «Мими Иванова и Старт» (1985)
- «Хей, момче» (1987)
- «20 години Мими и Развигор» (1993)
- «Съдба» (1995)
- «Слънцето е в моите коси» (1996)
- «Здравей, наместо сбогом» (1996)
- «Вълкът и седемте козлета» (2000)
- «Любими песни — 1» (2003)
- «Любими песни — 2» (2003)
- «Вълкът и седемте козлета» (2004)
- «България, децата ни върни» (2007)
- «Златни хитове 1» (2016)
- «Мими Иванова и Развигор Попов — Златни хитове 2» (2016)